# Casa Rosada

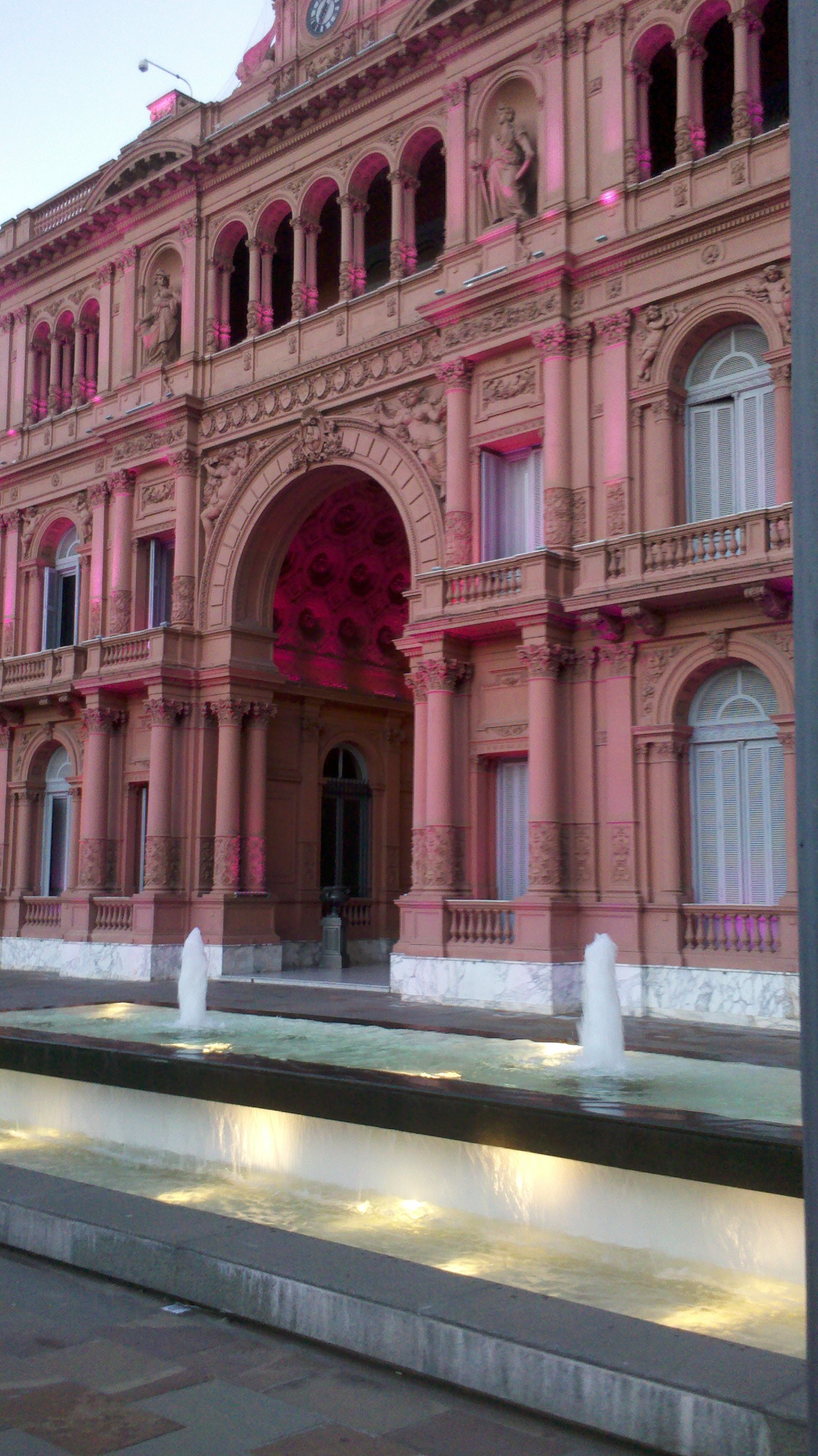
Casa Rosada

La Casa Rosada (španělsky „Růžový dům“), oficiálně známá jako Casa de Gobierno („Vládní dům“) nebo Palasio Presidencial („Prezidentský palác“), je oficiální rezidence a sídlo úřadu argentinského prezidenta. Když nepracuje prezident v Casa Rosada, přebývá v Quinta de Olivos v Olivos na předměstí Buenos Aires.

## Historie

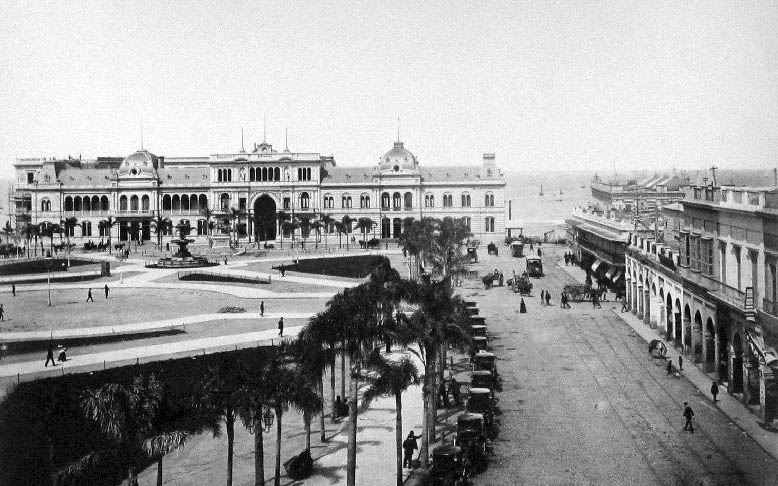
Casa Rosada před dostavbou, asi 1880

Casa Rosada byla postavena v roce 1873 na východním konci Plaza de Mayo, velkého náměstí, které bylo od založení města Buenos Aires sídlem hlavních politických institucí Argentiny. Nicméně současná budova se datuje pouze do roku 1873 a byla postavena na základech dřívější celnice, pošty a pevnosti. Balkón vedoucí na náměstí sloužil jako pódium pro mnoho postav, včetně Evy Perónové, která odtud manifestovala descamisados, a papeže Jana Pavla II., který navštívil Buenos Aires v roce 1998. Madonna z balkónu zpívala filmové ztvárnění písně Don't Cry for Me Argentina ve filmu Evita po setkání s budoucím prezidentem Carlosem Menemem.
Budova je vymalována světle růžovou barvou (a po nedávné přemalbě tmavě růžovou barvou na straně směřující k náměstí). V současné době prochází rozsáhlou rekonstrukcí, včetně právě přemalování. Casa Rosada byla nazvána prezidentem Domingem Faustinem Sarmientem. Říká se, že právě on vybral toto barevné schéma, aby zmírnil politické napětí. Nechal tedy smíchat červenou a bílou barvu obou opozičních stran. Další vysvětlení tvrdí, že původní nátěr obsahoval kravskou krev, aby se zabránilo poškození následkem vlhkosti.